# Irina Iarovaïa
Pour les articles homonymes, voir Iarovaïa.
Irina Anatolievna Iarovaïa (russe : Ири́на Анато́льевна Ярова́я née le 17 octobre 1966 à Makïvka, oblast de Donetsk, République socialiste soviétique d'Ukraine) est une femme politique russe, membre de la Douma pour la Russie unie. Elle a été élue lors de la 5e (en) (2007) et 6e Douma de la fédération russe (en) (2011). Le 21 décembre 2011, elle est à la tête du comité parlementaire sécurité et anti-corruption.
Elle est l'auteure et co-auteure de plusieurs lois. En 2014, elle a notamment appuyé une loi interdisant la réhabilitation du nazisme. Elle est également connue pour son travail sur la loi Iarovaïa,.
En juillet 2020, elle demande l'interdiction du recours à la gestation pour autrui – légale en Russie – pour les étrangers.